# Gorochowka (obwód wołogodzki)
Gorochowka (ros. Гороховка) – wieś w Rosji, w rejonie charowskim obwodu wołogodzkiego. W 2021 r. była niezamieszkana.